# Giuseppe Mascara
Giuseppe Mascara (ur. 24 marca 1979 w Caltagirone) – włoski piłkarz występujący na pozycji napastnika, a także trener.

## Kariera klubowa
Giuseppe Mascara zawodową karierę rozpoczynał w 1995 roku w klubie Ragusa. Następnie grał kolejno w takich zespołach jak Battipagliese i US Avellino, z którymi występował w rozgrywkach Serie C1. Na początku 2001 roku Mascara został zawodnikiem Salernitany Calcio, dla której rozegrał jeden mecz w Serie B i dwa w Pucharze Włoch.
Kolejnym klubem w karierze Włocha było US Palermo. W nowym zespole Mascara spędził dwa lata, w trakcie których rozegrał 38 pojedynków w Serie B i zdobył 8 goli. W 2003 roku piłkarz został wypożyczony do Genoi, z którą również występował w rozgrywkach drugiej ligi. Sezon 2003/2004 Mascara spędził na wypożyczeniu w Calcio Catania. Strzelił dla niej 13 bramek w 41 ligowych występach, a Catania w końcowej tabeli uplasowała się na dziewiątym miejscu. Latem 2004 roku działacze Palermo sprzedali swojego zawodnika do Perugii. Perugia zajęła czwartą lokatę w Serie B, jednak z powodu problemów finansowych została zdegradowana do Serie C1.
W letnim okienku transferowym Mascara podpisał kontrakt z Catanią, gdzie wcześniej przebywał na wypożyczeniu. W sezonie 2005/2006 zajął z nią drugie miejsce w rozgrywkach Serie B i awansował do pierwszej ligi. Włoski napastnik zdobył 14 goli w 36 spotkaniach, a jego kluby kolega – Gionatha Spinesi strzelił 23 bramki w 38 meczach i zajął trzecie miejsce w klasyfikacji najlepszych strzelców. W Serie A Mascara zadebiutował 10 września 2006 roku podczas wygranego 1:0 wyjazdowego pojedynku z Cagliari Calcio. Pierwszego gola zdobył natomiast 20 września w przegranym 3:5 spotkaniu z Palermo. Początkowo Spinesi w linii ataku Catanii grał razem z Gionathą Spinesim. Przed rozpoczęciem sezonu 2007/2008 do obu napastników dołączył Jorge Andrés Martínez, który także zaczął grywać w podstawowym składzie. Latem 2008 roku do Catanii sprowadzono natomiast Michele Paolucciego, który w wyjściowej jedenastce zajął miejsce Spinesiego.
W 2011 roku przeszedł do SSC Napoli. 11 stycznia 2012 został piłkarzem Novary. Następnie występował w Al-Nasr i Pescarze. 26 lipca 2014 podpisał trzyletni kontrakt z Siracusą. Jej barwy reprezentował do roku 2015. Następnie występował w drużynie Scordia, gdzie w 2016 roku zakończył karierę.

## Kariera reprezentacyjna
28 maja 2009 roku Marcello Lippi powołał Mascarę do kadry reprezentacji Włoch na towarzyskie spotkanie z Irlandią Północną. 6 czerwca Włosi wygrali 3:0, a gracz Catanii w przerwie meczu został zmieniony przez Pasquale Foggię.

## Sukcesy
- Eccellenza
  - Siracusa: 2014-2015